# Arturo „Cuyo” Hernández
Arturo "Cuyo" Hernández Gómez (ur. 2 listopada 1911 w Juanacatlan, zm. 20 listopada 1990) – meksykański promotor i trener bokserski, prowadził kilkunastu zawodowych mistrzów świata.

## Życiorys
Powszechnie uważany za najwybitniejszego managera w historii boksu meksykańskiego. Wysoko oceniane były również jego umiejętności trenerskie. Prowadził kariery mistrza wagi koguciej Carlosa Zárate, papierowej Ricardo Lópeza oraz koguciej i piórkowej Rubéna Olivaresa. W sumie współpracował z dwunastoma mistrzami świata i kilkudziesięcioma mistrzami Meksyku.
W roku 2013 został przyjęty do Międzynarodowej Bokserskiej Galerii Sławy.